# Badania sondażowe
Badania sondażowe – metoda badawcza w archeologii polegająca na eksploracji niewielkiej części stanowiska archeologicznego. Badania prowadzone są tylko w wykopach o małej powierzchni. Inna wersja metody polega na przecinaniu powierzchni stanowiska wąskimi rowami sondażowymi. 
Metoda ta była szczególnie popularna i stosowana na duża skalę w latach trzydziestych XX wieku. Obecnie uznawana jest za nieobiektywną oraz mało efektywną. Wyniki nie pozwalają zrozumieć sytuacji stratygraficznej na stanowisku. Wykopy niewielkich rozmiarów (kilka metrów kwadratowych) nie pozwalają przeprowadzić dokładnej obserwacji. Całościowe wyniki badań są prawdziwe tylko dla przebadanych fragmentów stanowiska. Dla całego stanowiska otrzymane dane są zafałszowane i niepełne.